# Georg Scheffler (Richter)
Georg Scheffler (* 17. November 1891 in Berlin; † 8. Mai 1975) war ein deutscher Jurist und zuletzt Bundesrichter am Bundesgerichtshof.
Scheffler war promovierter Jurist und vor 1945 Kammergerichtsrat. Einer 1934 vorgesehenen Ehe mit seiner späteren Ehefrau Erna, der späteren (1951) ersten weiblichen Richterin des Bundesverfassungsgerichts, standen, da diese als „Halbjüdin“ galt, die Nürnberger Rassengesetze entgegen; die Eheschließung fand erst am 31. Mai 1945 statt. Nach dem Zweiten Weltkrieg wurde Georg Scheffler 1949 Richter am Oberlandesgericht Düsseldorf. Am 9. Januar 1952 wurde er zum Richter am Bundesgerichtshof ernannt. Dort gehörte er bis 1956 der IV. Zivilsenat und anschließend dem neu eingerichteten VII. Zivilsenat an. Zum 30. November 1959 trat er in den Ruhestand. Er verstarb 1975 und ist mit seiner Ehefrau auf dem Alten Friedhof in Karlsruhe-Wolfartsweier bestattet.

## Veröffentlichungen
- Reichsgerichtsrätekommentar zum BGB: Das Bürgerliche Gesetzbuch mit besonderer Berücksichtigung der Rechtsprechung des Reichsgerichts und des Bundesgerichtshofes. Bd. 4.: Familienrecht / T. 2. / Lfg. 1.2. §§ 1589–1634, 1638–1649, 1664, 1666–1698, 1705–1921. 10. u. 11. Aufl. Berlin (mit Karl Emil Meyer); New York: De Gruyter.